# Trần Vũ (đạo diễn)
Trần Vũ (10 tháng 11 năm 1925 – 16 tháng 2 năm 2010) là một đạo diễn điện ảnh, nhà biên kịch điện ảnh người Việt Nam. Ông là đạo diễn của nhiều bộ phim truyện nổi tiếng như Truyện vợ chồng anh Lực, Đến hẹn lại lên, Anh và em. Với những đóng góp cho nền điện ảnh Việt Nam từ những ngày đầu thành lập, ông được nhà nước Việt Nam phong tặng danh hiệu Nghệ sĩ nhân dân vào năm 1988 và Giải thưởng Nhà nước vào năm 2007.

## Tiểu sử
Trần Vũ tên thật là Nguyễn Văn Phú, sinh ngày 10 tháng 11 năm 1925 tại Nam Định. Năm 1959, khi đã 34 tuổi, ông bắt đầu theo học khóa đầu tiên của lớp đạo diễn điện ảnh kéo dài 3 năm của Trường Điện ảnh Việt Nam dưới sự đào tạo của một số đạo diễn đến từ Khối phía Đông như Ajdai Ibraghimov, một đạo diễn người Azerbaijan. Sau hàng loạt giải thưởng tại Liên hoan phim Việt Nam và các liên hoan phim quốc tế, ông được nhà nước trao tặng danh hiệu Nghệ sĩ ưu tú vào năm 1984, và Nghệ sĩ nhân dân vào năm 1988.
Năm 2007, ông được trao tặng Giải thưởng Nhà nước cho chuyên ngành điện ảnh. Đầu năm 2010, ông lâm bệnh nặng và qua đời vào ngày 16 tháng 2, thọ 85 tuổi.

## Sự nghiệp

### Khởi đầu
Bộ phim đầu tay đồng thời là tác phẩm tốt nghiệp của ông là "Con chim vành khuyên", Trần Vũ là phó đạo diễn cho bộ phim này. Cho đến khi Trần Vũ qua đời, Con chim vành khuyên vẫn là một trong những bộ phim thành công nhất của điện ảnh Việt Nam. Bộ phim không chỉ giành được Bông Sen Vàng cho phim truyện điện ảnh tại Liên hoan phim Việt Nam lần thứ 2 nhân dịp 20 năm thành lập ngành Điện ảnh Cách mạng Việt Nam, mà còn nhận được giải đặc biệt dành cho phim ngắn tại Liên hoan phim quốc tế Karlovy Vary vào năm 1962. Con chim vành khuyên được đánh giá là sự "sáng tạo của một nghệ sĩ được đào tạo bài bản, và thoải mái trong hình thức nghệ thuật của mình".
Năm 1963, ông làm phó đạo diễn cho Mai Lộc trong bộ phim Đi bước nữa. Trong đoàn làm phim còn có Nghệ sĩ nhân dân Nguyễn Đăng Bảy đảm nhiệm quay phim, họa sĩ Nguyễn Như Huân, nhạc sĩ Văn Cao và hai Nghệ sĩ ưu tú là Đức Hoàn, Lưu Xuân Thư với vai trò diễn viên. Năm 1964, ông hợp tác với Nghệ sĩ nhân dân Huy Thành để thực hiện bộ phim Làng nổi. Bộ phim chính thức công chiếu tại Việt Nam vào năm 1965 và sau đó được xuất hiện tại rạp Liên Xô với tên "Добрый дракон".

### Miền Bắc sau 1954
Đối với đề tài con người mới trong thời kỳ xây dựng cuộc sống mới sau năm 1954 của điện ảnh Việt Nam, những bộ phim trong giai đoạn 1954–1970 có thể xem là chưa có bộ phim nào thành công. Cho đến năm 1971, Trần Vũ cho ra đời bộ phim truyện Vợ chồng anh Lực. Đây được xem là bộ phim đầu tiên của giai đoạn sau 1971 làm về đề tài này và là phim tiêu biểu cho nghệ thuật hiện thực tâm lý. Bộ phim không chỉ giành được Bông sen vàng cho phim truyện điện ảnh tại Liên hoan phim Việt Nam năm 1973 mà còn giúp Trần Vũ nhận được giải Đạo diễn xuất sắc.
Năm 1974, ông lần đầu tiên hợp tác cùng nhà biên kịch Bành Bảo thực hiện bộ phim Đến hẹn lại lên. Cũng từ đây mà cả hai liên tục hợp tác thực hiện nhiều bộ phim đoạt được giải thưởng cao tại các kỳ Liên hoan phim Việt Nam. Bộ phim đã được công chiếu tại Liên Xô với tên До встречи, любимый. Năm 1979, ông trở thành người Việt Nam duy nhất trong ban giám khảo của Liên hoan phim quốc tế Moskva.

### Miền Nam sau 1975
Năm 1976, Trần Vũ hợp tác cùng Nghệ sĩ nhân dân Trần Phương để làm bộ phim Chuyến xe bão táp. Đây là bộ phim duy nhất mà Trần Vũ đứng tên đồng biên kịch với Bành Bảo. Không chỉ chiến thắng Bông sen vàng cho phim truyện điện ảnh tại Liên hoan phim Việt Nam lần thứ 4 mà bộ phim còn giúp Trần Vũ nhận được giải Biên kịch xuất sắc.
Sau sự thành công của Chuyến xe bão táp, Trần Vũ và Trần Phương tiếp tục thực hiện phần 2 mang tên Những người đã gặp. Phần 2 đã tiếp nối thành công của phần 1 khi chiến thắng cả Bông sen vàng và 2 hạng mục khác là Biên kịch xuất sắc và Quay phim xuất sắc tại Liên hoan phim Việt Nam lần thứ 5. Cả 2 bộ phim này của Trần Vũ được xem như đại diện tiêu biểu cho phim truyện những năm sau khi miền Nam Việt Nam được giải phóng và Việt Nam tái lập hòa bình, phản ánh những va chạm với cuộc sống đời thường của những người quân nhân trở về từ chiến trường ác liệt.

### Phim chiến tranh
Năm 1986, Việt Nam và Cộng hòa Dân chủ Đức hợp tác sản xuất bộ phim Những mảnh đời rừng (còn có tên là Ngọn tháp Hà Nội), do Trần Vũ và đạo diễn người Đức Jörg Foth thực hiện. Bộ phim lấy bối cảnh cuối thập niên 40, đầu thập niên 50 của thế kỷ 20, là câu chuyện về những người lính trong quân đội của Hitler đã đào ngũ và gia nhập vào Binh đoàn Lê dương Pháp đến Việt Nam.

### Thời kỳ đổi mới
Trong giai đoạn giao thời giữa 2 thời kỳ (bao cấp và đổi mới) của xã hội Việt Nam, Trần Vũ đã thực hiện thành công bộ phim Anh và em, giành được Bông sen vàng cho phim truyện điện ảnh tại Liên hoan phim Việt Nam năm 1988. Đến thời kỳ đổi mới, ông chỉ dàn dựng 2 tác phẩm nữa là Tiền ơi và Giọt lệ Hạ Long.
Năm 1994, ông hợp tác với đạo diễn Nguyễn Hữu Phần và Phi Tiến Sơn thực hiện bộ phim Giọt lệ Hạ Long, dựa trên truyện ngắn "Chuyện tình bên sông Ka Long" của tác giả Tô Ngọc Hiển. Đây là bộ phim hợp tác giữa Việt Nam và Hồng Kông, có sự tham gia của Quyền Linh, Nghệ sĩ nhân dân Thu Hà, và Nghệ sĩ nhân dân Như Quỳnh. Bộ phim không chỉ nhận được giải B của Hội Điện ảnh Việt Nam năm 1994 (không có giải A), mà còn giúp Nghệ sĩ ưu tú Phi Tiến Sơn chiến thắng giải quay phim xuất sắc tại Liên hoan phim Việt Nam lần thứ 11. Được công chiếu quốc tế vào năm 1995, Giọt lệ Hạ Long trở thành bộ phim Việt Nam đầu tiên được mời tham dự trình chiếu trong chương trình Panaroma tại Liên hoan phim quốc tế Berlin.

## Tác phẩm
| Năm  | Tên phim              | Biên kịch | Biên kịch               | Quay phim            | Đồng đạo diễn        | Nguồn                |
| ---- | --------------------- | --------- | ----------------------- | -------------------- | -------------------- | -------------------- |
| 1962 | Con chim vành khuyên  |           | NSND Nguyễn Văn Thông   | NSND Nguyễn Đăng Bảy | Nguyễn Văn Thông     | [ 35 ] [ 36 ] [ 37 ] |
| 1964 | Đi bước nữa           |           | NSND Mai Lộc            | NSND Nguyễn Đăng Bảy | Mai Lộc              | [ 7 ] [ 38 ] [ 39 ]  |
| 1965 | Làng nổi              | Có        | NSND Huy Thành          | NSND Nguyễn Đăng Bảy | Huy Thành            | [ 40 ] [ 41 ] [ 42 ] |
| 1967 | Khói                  | Có        | Nguyễn Thụ              | NSND Nguyễn Đăng Bảy | Nguyễn Thụ           | [ 43 ] [ 44 ]        |
| 1971 | Vợ chồng anh Lực      |           | Vũ Lê Mai               | Đỗ Mạnh Hùng         | —                    | [ 45 ] [ 46 ] [ 47 ] |
| 1974 | Đến hẹn lại lên       |           | Bành Bảo                | NSND Nguyễn Đăng Bảy | —                    | [ 48 ] [ 49 ] [ 50 ] |
| 1975 | Qua cầu Công Lý       |           | Bành Bảo, Nguyễn Thụ    |                      |                      | [ 51 ] [ 52 ]        |
| 1977 | Chuyến xe bão táp     | Có        | Bành Bảo                | NSND Nguyễn Đăng Bảy | NSND Trần Phương     | [ 53 ] [ 54 ]        |
| 1979 | Những người đã gặp    |           | Bành Bảo                | NSƯT Trần Trung Nhàn | NSND Trần Phương     | [ 42 ] [ 55 ]        |
| 1986 | Những mảnh đời rừng   | Có        | Jörg Foth               | Phạm Thiện Thuyết    | Jörg Foth            | [ 56 ] [ 57 ]        |
| 1988 | Anh và em             |           | Dương Thu Hương         | NSND Nguyễn Hữu Tuấn | Nguyễn Hữu Luyện     | [ 58 ] [ 59 ]        |
| 1989 | Tiền ơi               |           | Nguyễn Hữu Luyện        |                      | Nguyễn Hữu Luyện     | [ 60 ] [ 61 ]        |
| 1990 | Chuyện lạ thế kỷ      |           | Nguyễn Hữu Luyện        |                      | Nguyễn Hữu Luyện     | [ 62 ] [ 63 ]        |
| 1990 | Lan và Điệp           |           |                         |                      | Nguyễn Hữu Luyện     | [ 64 ]               |
| 1992 | Chuyện tình thời Sida |           | Hữu Ước                 |                      |                      | [ 65 ] [ 66 ]        |
| 1994 | Giọt lệ Hạ Long       |           | Vương Đan Hoàn, Lê Quốc | NSƯT Phi Tiến Sơn    | NSND Nguyễn Hữu Phần | [ 22 ] [ 24 ]        |
| 1997 | Chiếc đỉnh ngọc       |           | Nguyễn Thị Thu Huệ      | NSƯT Phi Tiến Sơn    | NSƯT Tất Bình        | [ 67 ] [ 68 ]        |

## Danh hiệu
- Nghệ sĩ ưu tú (1984).[69]
- Nghệ sĩ nhân dân (1988).[70]

## Giải thưởng và đề cử
| Năm  | Lễ trao giải                           | Hạng mục             | Tác phẩm             | Kết quả       | Nguồn         |
| ---- | -------------------------------------- | -------------------- | -------------------- | ------------- | ------------- |
| 1962 | Liên hoan phim quốc tế Karlovy Vary    | Phim ngắn            | Con chim vành khuyên | Giải đặc biệt | [ 71 ] [ 72 ] |
| 1973 | Liên hoan phim Việt Nam lần thứ 2      | Phim truyện điện ảnh | Con chim vành khuyên | Bông sen vàng | [ 73 ] [ 74 ] |
| 1973 | Liên hoan phim Việt Nam lần thứ 2      | Phim truyện điện ảnh | Vợ chồng anh Lực     | Bông sen vàng | [ 9 ]         |
| 1973 | Liên hoan phim Việt Nam lần thứ 2      | Đạo diễn xuất sắc    | Vợ chồng anh Lực     | Đoạt giải     | [ 10 ]        |
| 1975 | Liên hoan phim Việt Nam lần thứ 3      | Phim truyện điện ảnh | Đến hẹn lại lên      | Bông sen vàng | [ 10 ]        |
| 1975 | Liên hoan phim Việt Nam lần thứ 3      | Đạo diễn xuất sắc    | Đến hẹn lại lên      | Đoạt giải     | [ 10 ]        |
| 1976 | Liên hoan phim quốc tế Karlovy Vary    |                      | Đến hẹn lại lên      | Giải đặc biệt | [ 75 ]        |
| 1977 | Liên hoan phim Việt Nam lần thứ 4      | Phim truyện điện ảnh | Chuyến xe bão táp    | Bông sen bạc  | [ 76 ]        |
| 1977 | Liên hoan phim Việt Nam lần thứ 4      | Biên kịch xuất sắc   | Chuyến xe bão táp    | Đoạt giải     | [ 14 ]        |
| 1980 | Liên hoan phim Việt Nam lần thứ 5      | Phim truyện điện ảnh | Những người đã gặp   | Bông sen vàng | [ 77 ]        |
| 1988 | Liên hoan phim Việt Nam lần thứ 8      | Phim truyện điện ảnh | Anh và em            | Bông sen vàng | [ 78 ]        |
| 1995 | Giải thưởng Hội Điện ảnh Việt Nam 1994 | Phim truyện nhựa     | Giọt lệ Hạ Long      | Giải B        | [ 30 ] [ 31 ] |

## Đời tư
Người vợ đầu của Trần Vũ là Nghệ sĩ ưu tú Đức Hoàn. Cả hai có một người con gái là Nghệ sĩ nhân dân Phương Hoa. Tại các kỳ Liên hoan phim Việt Nam, bà đã chiến thắng 2 giải Đạo diễn xuất sắc và 4 giải Họa sĩ xuất sắc cho phim hoạt hình. Về sau, Phương Hoa kết hôn với Nghệ sĩ nhân dân Phạm Minh Trí, người đã 3 lần nhận giải thưởng Đạo diễn xuất sắc cho phim hoạt hình tại các kỳ Liên hoan phim Việt Nam.
Không rõ cuộc hôn nhân đầu tiên của Trần Vũ kết thúc vào năm nào, nghệ sĩ Đức Hoàn cũng đã tái hôn với người chồng mới. Người vợ thứ hai của ông là bà Lê Thị Hoàn, một họa sĩ thiết kế mỹ thuật.